# Новий Дол
45°14′ пн. ш. 15°29′ сх. д. / 45.24° пн. ш. 15.48° сх. д.
Новий Дол (хорв. Novi Dol) — населений пункт у Хорватії, у Карловацькій жупанії у складі громади Барилович.

## Населення
Населення за даними перепису 2011 року становило 0 осіб.
Динаміка чисельності населення поселення: